# Seznam nerealizovaných staveb v Českých Budějovicích
Seznam obsahuje záměry staveb v Českých Budějovicích, které z různých důvodů nebylo možné realizovat:

## Seznam
| Objekt                          | Obrázek                                     | Lokace                          | Datum       | Galerie                                                             | Popis |
| ------------------------------- | ------------------------------------------- | ------------------------------- | ----------- | ------------------------------------------------------------------- | --- |
| Biskupství                      |                                             | Kanovnická                      | 1785        |                                                                     | 3. června 1785 byl vydán císařský pokyn k výstavbě nové biskupské rezidence (biskup od toho roku sídlil v piaristické koleji, což zřejmě bylo považováno za provizorní řešení). V Kanovnické 8, 10, 12, 14 a 16 vznikly domky pro kanovníky, následovat měla biskupská rezidence v místě domů č. 18 a Hradební 5. K jejich výkupu však nedošlo a biskup zůstal v budově koleje, kterou si nechal honosně upravit. |
| Čtvrť na Krumlovském rybníce    |                                             | Krumlovský rybník               | 1842-1843   |                                                                     | Projekt Josefa Sandnera na realizaci nového předměstí v místě vysušeného Krumlovského rybníka. |
| Hrad                            |                                             | Piaristické náměstí             | <1265       |                                                                     | Někteří historici poukazují na indicie plánu stavby hradu v oblasti dnešního Piaristického náměstí. |
| Divadlo                         |                                             | Biskupská zahrada               | >1770       |                                                                     | Během stavby piaristické koleje se počítalo se vznikem divadla v tehdejším parkánu. Po převzetí areálu biskupem myšlenka zanikla. |
| Jižní spojka                    |                                             | Linecké předměstí, Mladé        | ~2010       |                                                                     | Návrh silnice spojující Lidickou a Novohradskou podél železniční trati přes oblast Malého jezu. Kvůli protestům proti narušení klidové lokality u Malého jezu od záměru upuštěno. |
| Lávka spojující nádraží         |                                             | Nádražní                        | 2008        |                                                                     | Plán z roku 2008 počítal s přímým propojením vlakového a autobusového nádraží (Mercury centrum) lávkou nad Nádražní ulicí. V oblasti drážní polikliniky měla vzniknout nová odbavovací hala, hotel a podzemní parkoviště s kapacitou až 1000 míst. |
| Letní divadlo                   |                                             | není známo                      | 1895        |                                                                     | Plán L. Chmelenského na divadlo v exteriéru, zveřejněný 17. dubna 1895 a chystaný na červen, se z neuvedených důvodů neuskutečnil. |
| Maják                           |                                             | Senovážné náměstí               | ~1940       |                                                                     | Nacistický projekt přestavby Senovážného náměstí počítal s dominantou – věžovitou stavbou připomínající maják. |
| Most Boreckého – U Trojice      |                                             | U Trojice                       | >2000       |                                                                     | Projekt mostu přes Vltavu propojujícího Pražské sídliště a Čtyři Dvory ztroskotal na odporu obyvatel ulice U Trojice. V roce 2022 byl již plán popisovaný jako městem opuštěný. |
| Muzeum                          |                                             | Krumlovský rybník               | 1891–1895   |                                                                     | Původní projekt výstavby muzea v místě vysušeného rybníka, pro nějž vzniklo osm soutěžních návrhů, nebyl realizován kvůli problémům s podložím. Jeden z návrhů byl použit v letech 1898–1901 při stavbě muzea na Senovážném náměstí. |
| Německé domovy                  |                                             | Dlouhá louka                    | 1940–1941   |                                                                     | Vládní komisař města Friedrich David pod tlakem vyšších politických a stranických úřadů prosazoval vznik německé obytné čtvrti v oblasti současného parkoviště na Dlouhé louce. Tento záměr byl v rozporu s nacistickým urbanistickým projektem přestavby Českých Budějovic, který zde plánoval vznik rozsáhlého sportoviště.                                                                                     |
| Nová katedrála                  | Láblerův návrh Nové katedrály               | Senovážné náměstí               | 1888        | Kategorie „Nová katedrála (České Budějovice)“ na Wikimedia Commons  | Záměr biskupa Martina Josefa Říhy ztroskotal po jeho úmrtí v důsledku kritiky ze strany českobudějovických Němců, nedostatku financí a nedodrženého příslibu města o poskytnutí pozemku na Senovážném náměstí. |
| Nová Pražská brána              | Podoba zaniklé Pražské brány ve fasádě domu | Krajinská třída                 | 1995        | Kategorie „Pražská_brána_(České_Budějovice)“ na Wikimedia Commons   | Společnost BAHA připravila studii na obnovení Pražské brány (a také Rybářské branky u Předního mlýna). Nenašel se ale investor a projekt nebyl realizován. Replika měla stát mírně severněji blíže Mariánskému náměstí. |
| Nová Rybářská brána             | Rybářská brána z Hroznové                   | Hroznová × Mlýnská              | 1995        | Kategorie „Rybářská_branka_(České_Budějovice)“ na Wikimedia Commons | Společnost BAHA připravila studii na obnovení Rybářské brány u Předního mlýna. Nenašel se ale investor a projekt nebyl realizován. |
| Nové divadlo I                  |                                             | Senovážné náměstí               | 1938        |                                                                     | Městský úřad pověřil architekta Jana Šestáka vypracováním návrhu divadelní budovy umístěna zhruba na pozici současného domu kultury Metropol, ovšem blíže středu náměstí. |
| Nové divadlo II                 |                                             | Senovážné náměstí               | ~1940       |                                                                     | Nacistický projekt přestavby Senovážného náměstí počítal s prodloužením na jih a zakončením prostoru velkou budovou, velmi pravděpodobně divadlem. Průčelí budovy by stálo zhruba v polovině stavby současného DK Metropol. |
| Nové divadlo III                |                                             | F. A. Gerstnera                 | 1945        |                                                                     | Po těžkém poškození budovy Jihočeského divadla bombardováním mělo vzniknout provizorní divadlo v místě zničené synagogy. Projekt připravený Josefem Kotlářem nebyl realizován pro nedostatek prostředků. |
| Nové divadlo IV                 |                                             | neuvedeno                       | 1945        |                                                                     | Projekt provizorní „divadelní arény“ připravila trojice architektů Kaufmann, Kolář a Krůta. |
| Nové divadlo V                  |                                             | Kino Kotva                      | 1945        |                                                                     | Další projekt náhrady poškozeného divadla plánoval adaptovat kinosál Kotva pro divadelní využití. |
| Nové divadlo VI                 |                                             | Senovážné náměstí               | 1945        |                                                                     | Po těžkém poškození budovy Jihočeského divadla mělo vzniknout divadlo nové před budovou Jihočeského muzea. Základní kámen byl položen 21. 10. 1945, k realizaci nebyly prostředky, kolem roku 1952 svrhly kámen nezjištěné osoby do Mlýnské stoky. |
| Nové divadlo VII                |                                             | Mariánské náměstí               | 1957        |                                                                     | V roce 1957 vzniklo Sdružení pro výstavbu nové budovy Jihočeského divadla prosazující výstavbu nového divadla na Mariánském náměstí. V roce 1962, přestože měl krajský tajemník KSČ informaci, že prostředky na stavbu nejsou a nebudou, nařídil srovnat se zemí kavárnu Metropol a Grand Bio (tehdy již kino Lípa). Divadlo mělo stát v zadní části náměstí v prostoru dnešního parkoviště.                      |
| Nové divadlo VIII               |                                             | Mariánské náměstí               | 1980        |                                                                     | Začátkem 80. let došlo k obnově myšlenky postavit nové divadlo na Mariánském náměstí. Projektům bylo umožněno srovnat se zemí historickou zástavbu a areál divadla propojit s areálem hotelu Gomel. |
| Piaristický kostel              |                                             | Radniční × Biskupská            | >1868       |                                                                     | Piaristická kolej v dnešní Biskupské ulici, která byla později zabrána biskupem jako rezidence, měla být na rohu Biskupské a Radniční (JZ roh náměstí) doplněna kostelem. Prostor dnešního paláce Fénix. |
| Podjezd vlakového nádraží       |                                             | Nádražní                        | 2008        |                                                                     | Realizace tunelu spojujícího Průmyslovou ulici s okružní křižovatkou Plynárenské a Dobrovodské byla zpomalena v důsledku soudního sporu s obyvateli Pětidomí v roce 2009. Po úpravě územního plánu vznikla i alternativní varianta s vyústěním tunelu přímo do Dobrovodské ulice (v jejím západním směru). |
| Pomník J. V. Stalina            |                                             | Senovážné náměstí               | 1954–1955   |                                                                     | Architektonická soutěž na úpravu náměstí probíhala zároveň se soutěží na pomník / sochu J. V. Stalina. Realizaci zabránilo odsouzení kultu osobnosti. |
| Pomník O. Puklice               |                                             |                                 | 1906        |                                                                     | Po vítězství Čechů v komunálních volbách 1906 vznikla myšlenka zřídit pomník českobudějovickému purkmistrovi Ondřeji Puklicemu ze Vztuh. Jejím propagátorem byl František Miroslav Čapek. Tomu v roce 1907 oponoval August Zátka konstatováním, že „jsou zasloužilejší lidé“, což snahy o zřízení pomníku zastavilo. Teprve v roce 1967 vznikla pamětní deska Ondřeje Puklice ze Vztuh na Puklicově domě.         |
| Pomník T. G. Masaryka           |                                             | Senovážné náměstí               | 1936–1939   |                                                                     | Do architektonické soutěže na pomník umístěný před muzeem se přihlásilo 12 autorů. Vítěz byl vybrán v únoru 1939. Realizaci zabránily válečné události. |
| Rejnok                          |                                             | Čtyři Dvory, býv. kasárna       | ~2014       |                                                                     | Projekt multifunkční budovy, která by měla být postavena v prostoru bývalého tankového cvičiště mezi sídlišti Vltava, Šumava a parkem Čtyři Dvory. Radnice projekt pozastavila kvůli nejasnostem kolem investora. |
| Severní tangenta                |                                             | České Vrbné, České Budějovice 3 | ~2008       |                                                                     | Záměr dopravní stavby propojující křižovatku Dasný-Bavorovice-České Budějovice se silnicí I/34 (Generála Píky) v oblasti mezi rybníkem Čertík a Červeným vrchem. De facto nahrazena záměrem tzv. Severní spojky spojující kruhový objezd u Globusu s Okružní (Nemanickou). |
| Stadion na Dlouhé louce         |                                             | Dlouhá louka                    | ~1940       |                                                                     | Nacistický projekt přestavby Českých Budějovic plánoval vznik rozsáhlého sportoviště v oblasti Dlouhé louky a stadionu přibližně v místech současné sportovní haly. |
| Školská čtvrť na Dlouhé louce   |                                             | Dlouhá louka                    | 1945        |                                                                     | Krátce po válce měla v oblasti současného parkoviště na Dlouhé louce a Kauflandu vzniknout čtvrť tvořená školami. V létě vznikl projekt učňovské školy. Od záměru bylo záhy upuštěno a později zde vzniklo sportoviště. |
| Třída na Slepém rameni          |                                             | Slepé rameno                    | 1914–1915   |                                                                     | Městská rada prosazovala zasypání současného Slepého ramene, následkem čehož očekával Klub za staré Budějovice i patrioti z řad budějovických Němců zastavění lokality novou okružní třídou, případně i čtvrtí na Sokolském ostrově. |
| Třída nádraží–Senovážné náměstí |                                             | České Budějovice 6              | ~1940       |                                                                     | Nacistický projekt přestavby Českých Budějovic počítal se vznikem velkolepé osy města v podobě třídy spojující přímo budovu vlakového nádraží se Senovážným náměstím. |
| Veletržní palác                 |                                             | Mercury centrum                 | >1945       |                                                                     | Po druhé světové válce se v prostoru po vyhořelém areálu YMCA plánovala výstavba veletržního paláce. Pro nedostatek financí se od záměru upustilo a vzniklo zde původní autobusové nádraží. |
| Věž suchovrbenského kostela     |                                             | kostel sv. Cyrila a Metoděje    | 1926, ~1930 |                                                                     | Projekty Antonína Procházky na stavu suchovrbenského kostela počítaly s věží ve stylu kostela svatého Jana Nepomuckého. Kostel i s areálem se nakonec dočkal podstatně skromnějšího provedení (1932–1934) bez věže. |
| Zvedací most                    |                                             | Slepé rameno                    | ~2009       |                                                                     | Zvedací most u hotelu Budweis měl umožnit realizaci splavného propojení Slepého ramene s Mlýnskou stokou. I pro odpor majitelů nemovitostí z důvodu zvýšení hladiny spodní vody nedošlo k realizaci. |